# 潘永信
潘永信（1964年5月—），山西省运城市人，中国地球物理学家，中国科学院地质与地球物理所研究员，中国科学院院士。

## 生平
潘永信1985年毕业于武汉地质学院，1988年于中国地质大学获硕士学位，1998年获中国科学院地球物理所博士学位。主要从事古地磁学、生物地磁学、生物源磁性纳米矿物磁学与应用、岩石磁学等基础研究。2017年当选中国科学院院士。